# جامع العلي (الموصل)
جامع فتحي العلي هو جامع يقع في حي موصل الجديدة في محافظة نينوى.
وشغل منصب الإمامة والخطابة فيه الشيخ علي بن حامد بن عبد المجيد الراوي المتوفي عام (1433 هـ/ 2011 م).

## وصف الجامع
سمي بجامع الحاج فتحي العلي نسبة إلى الحاج فتحي علي الراشدي.
تبرع بإنشاؤه كل من الحاج فتحي العلي والحاج عبد الله العلي والحاج محمد العلي والحاج أحمد العلي وابن اخيهم عبد الله آل فتحي العلي بعد وفاة أبيه الحاج فتحي العلي. والأموال التي صرفت على الجامع حصراً من الرجال المذكورين أعلاه الذين اشتروا ستة قطع من أراضي الملاك المسيحي عبو اليسي وتبلغ مساحتها (2200)متر مربع سنة 1965م، وباشروا باليناء في بداية سنة 1966م وأنتهى البناء نهاية عام 1968م.
وأشرف على البناء الحاج محمد العلي، وتبلغ مساحة مصلى النساء حوالي 220 م2. أما المصلى الثالث ومساحته 300 م2 فلم ينجز كاملاً، وهو تحت الإنشاء وهذا المصلى تم اضافته عام 1997م، ولم ينجز لحد الآن. وفيه قبة قطرها 12م وارتفاعها 18م عن الحرم، ويبلغ أرتفاع منارة المئذنة 40م مع علامة الهلال.
يوجد في الجامع داران أحدها دار للخدم والمؤذن مساحته 150م2 وآخر دار للخطيب مساحته 200 م2.
يتسع المسجد حوالي خمسة آلاف مصل، ومساحة الفناء الداخلي (الحوش) 600 م2.